# 모르텐 율만
모르텐 블롬 두에 율만(덴마크어: Morten Blom Due Hjulmand, 1999년 6월 25일~)은 덴마크의 축구 선수로 포지션은 수비형 미드필더이다. 현재 프리메이라리가의 스포르팅 CP와 덴마크 축구 국가대표팀에서 활동하고 있으며 스포르팅의 주장을 맡고 있다.

## 구단 경력

### 아드미라 바커
2018년 5월 13일, 코펜하겐은 U-19팀 소속의 율만이 아드미라 바커로 이적했다고 발표했다. 율만은 코펜하겐 1군에서 공식 경기에 출전한 적이 없지만, 그들과 함께 훈련에 참가한 적이 있다. 그는 2018-19 시즌을 시작으로 2022년 6월까지 계약을 맺었다.
율만은 2018년 7월 20일 SC 노이지들 암 제 1919와의 오스트리아 컵 경기에서 아드미라에서의 첫 경기를 치렀다. 그는 클럽에서 한 경기를 제외하고 전반기 모든 리그 경기에 참가했다.

### 레체
2021년 1월 16일, 율만은 당시 2부 리그였던 세리에 B의 레체와 4년 계약을 맺었다.